# Brian Epstein
Pour les articles homonymes, voir Epstein.
Brian Samuel Epstein (API : /ˈɛp.staɪn/), né le 19 septembre 1934 à Liverpool et mort le 27 août 1967 à Londres) est un agent artistique ayant représenté de nombreux artistes au début des années 1960, et qui fut surtout le manager des Beatles, de 1961 à son décès en 1967.
Ayant découvert le groupe encore inconnu au-delà de Liverpool lors d'un de ses concerts au Cavern Club en novembre 1961, Epstein va être décisif à plusieurs égards sur la route de la popularité planétaire à laquelle les Beatles accèdent à partir de 1963 : en gommant leur image de rockers sauvages pour leur faire porter des complets-vestons, tout d'abord, en courant les maisons de disques londoniennes jusqu'à provoquer une audition par George Martin chez EMI en juin 1962, audition qui débouchera sur un contrat d'enregistrement. La suite appartient à l'histoire de la musique populaire du XXe siècle.
La disparition prématurée de leur mentor laisse les Beatles désemparés et marque une véritable fissure dans leur carrière deux ans avant leur séparation.

## Biographie

### Jeunesse
Brian Epstein est l’aîné d'une famille juive de Liverpool. Ses parents possèdent une chaîne de magasins d'équipement électrique. Instable, dépressif, Epstein peine à se trouver un équilibre. Sa scolarité est marquée par des renvois successifs et des départs volontaires, son intérêt allant uniquement vers les disciplines artistiques. Son service militaire n'est guère plus brillant : peu intéressé et éprouvant des problèmes d'intégration, il doit le quitter prématurément. Déprimé, il retourne à Liverpool et reprend son travail au magasin de ses parents. Passionné de théâtre, il passe avec succès le concours de la Royal Academy of Dramatic Art, mais ses inhibitions paralysantes le forcent à abandonner la scène et à rentrer à Liverpool une fois encore.
Cette succession d'échecs dans sa vie, d'abord son traumatisme d'avoir été un bouc émissaire à la dizaine de collèges différents où il a été inscrit, et ensuite en tant que militaire, puis enfin son retrait du théâtre l'ont démoralisé et rendu peu sûr de lui. Il aime particulièrement la musique classique, il se rend de temps en temps à des concerts, mais n'a jamais songé à devenir manager. Il a quelques amis à Liverpool, mais est envahi d'un complexe d'infériorité qu'il a réussi à apprivoiser avec des techniques apprises au théâtre. C'est très certainement cette connaissance de la scène qui lui permet de donner les conseils les plus adaptés (et les plus concluants) dans son futur rôle d'imprésario.
Il semble aller mieux quand, au début des années 1960, il devient responsable de la section musique d'un magasin de la société NEMS (North End Music Stores), créée par son père en 1957. Il est ensuite promu directeur du deuxième établissement de la société, à Whitechapel. Sa compétence, son enthousiasme et le dynamisme de la scène musicale de Liverpool (le Merseybeat) font que le magasin devient un des plus importants du nord de l'Angleterre.

### Rencontre avec les Beatles
C'est un de ses clients, Raymond Jones, qui lui parle le premier des Beatles ; ce jeune homme de 18 ans se présente à la boutique NEMS le samedi 28 octobre 1961 et demande à Brian Epstein d'importer le 45 tours My Bonnie publié en Allemagne le lundi précédent. Ce dernier commande alors 200 exemplaires du disque, crédité à Tony Sheridan and the Beat Brothers, et, le 9 novembre 1961, décide d'aller les voir au Cavern Club, situé au 10 Matthew street, où ils jouent les midi à quelques pas de sa boutique située au 12/14 Whitechapel.
Dans son autobiographie, il révèle qu'« ils n'étaient pas très bien habillés, ni très propres. Ils étaient cependant plus attirants qu'aucun des autres groupes qui jouaient à ces concerts de midi. ». Frappé par leur magnétisme, il se fait conseiller par un ami avocat et les invite à son bureau le 3 décembre afin de leur proposer de devenir leur manager. Secret, Brian Epstein n'a jamais révélé les motivations profondes de cet engagement, peu intéressé qu'il était en réalité par cette musique et venant d'un milieu différent des quatre garçons. Pour lui-même, il aurait peut-être trouvé là une occasion de séduire par procuration et se valoriser. Quoi qu'il en soit, c'est lui qui convainc Mike Smith, un dénicheur de talents de Decca Records, de venir les écouter. Le 1er janvier 1962, le groupe est auditionné mais le contrat ne se fait pas, et pas davantage chez Columbia Records ou EMI. Brian ne se décourage pas. Il jure de les rendre « plus grands qu'Elvis ».
À la suite de l'audition chez Decca, les responsables suggèrent à Epstein de laisser tomber les Beatles, argumentant : « Votre magasin marche bien à Liverpool, vous devriez vous y tenir ». Mais il reste persuadé de leur futur succès et reste très investi dans la recherche d'une maison de disques, et se montre même plus exigeant sur la qualité de la maison de disques que les Beatles eux-mêmes. Ainsi, quand John Lennon propose d'essayer Embassy Records, Brian Epstein refuse sèchement en expliquant que la qualité n'est pas suffisante. Malgré son entourage qui pense qu'il court vers un nouvel échec dans sa vie, l'un de ses proches lui demandant même « tu vas prendre combien de temps avant d'abandonner cette fois ? », il part une nouvelle fois à Londres, seul, déterminé à réussir.
Sur le plan artistique, Brian Epstein a profondément transformé l'image du groupe, gommant son caractère « sauvage » au profit d’une attitude plus gentleman. Il amène les quatre garçons chez Beno Dorn, son tailleur réputé à Birkenhead, pour remplacer leurs vestes en cuir par des complets-vestons. Ce changement a certainement contribué à rendre les Beatles accessibles à d’autres générations, ainsi qu’à la gent féminine, diversifiant largement leur public et leur fans. En fait, plus jeune, Brian Epstein avait eu pour ambition de devenir styliste, il avait donc déjà un grand sens de la mode et de l’élégance, ce qui a visiblement joué dans la future popularité du groupe.

### Succès du groupe
En avril 1962, le vent tourne quand un éditeur, Syd Coleman, leur fait rencontrer George Martin, directeur artistique (A&R) de Parlophone, division d'EMI, qui, après une audition le 6 juin 1962, décide de devenir le producteur des Beatles et de leur faire signer un contrat d'enregistrement, tout en leur suggérant de remplacer Pete Best. Brian Epstein se charge lui-même de signifier son renvoi à Best, le 16 août 1962. Ils reviennent aux studios EMI d'Abbey Road le 4 septembre avec leur nouveau batteur, Ringo Starr. Le rêve de Brian est exaucé lorsque le premier 45 tours : Love Me Do / PS I Love You est publié le 5 octobre 1962. Ce renouveau dans la vie de Brian semble l'épanouir considérablement, mais pour un temps seulement. Car son instabilité et son caractère dépressif prennent le dessus au rythme de ses escapades nocturnes assaisonnées de drogues et excès en tous genres.
En octobre 1964, paraît l'autobiographie d'Epstein, intitulée A Cellarful of Noise (en), coécrite avec le journaliste Derek Taylor, alors son assistant. Dans cette autobiographie, on peut lire entre les lignes que Brian Epstein est de plus en plus conscient que le fait qu'il ait droit à 25 % des bénéfices des Beatles va le rendre extrêmement riche, et en même temps, on sent malgré ce succès énorme une personnalité auto-destructrice, dépendante à de nombreuses drogues, un complexe par rapport au fait qu'il soit juif et homosexuel, se disant victime d'antisémitisme et d'homophobie. En tout cas, Brian Epstein est un personnage très secret, évitant de donner trop d'informations aux interviews et qui, dans son autobiographie, parle plus de sa manière de vivre la Beatlemania que de comment il l'a créée.
La carrière de Brian Epstein, bien qu'exemplaire, n'est pas exempte d'erreurs. Elles restent néanmoins anecdotiques. Ainsi, en juillet 1966, il omet de répondre à l'invitation de l'épouse du dictateur philippin, Imelda Marcos, avant le concert de Manille, le 4 juillet. Les Beatles, devant le téléviseur de leur chambre d'hôtel, s'aperçoivent qu'on les attend au palais présidentiel (où ils n'ont pas l'intention de se rendre). Epstein tente de s'expliquer à la télévision, mais l'émission est brouillée. Toute protection policière est ensuite retirée aux Beatles lors de leur départ ; ils parviennent à l'aéroport où une foule hostile les attend alors et les agresse. Risquant un véritable lynchage, ils réussissent cependant à atteindre leur avion qui reste bloqué sur le tarmac, le temps qu'Epstein se fasse délester de la recette de leur concert devant plusieurs dizaines de milliers de personnes.
Quelque temps avant sa mort, Brian Epstein commence à transférer les responsabilités de la direction de NEMS à ses adjoints et amis : Nat Weiss, son représentant aux États-Unis, et Robert Stigwood. Il tient à ne s'occuper que du groupe, réussissant ainsi à maintenir sa cohésion.

### Mort
Le 27 août 1967, soit près de trois mois après la sortie de l'album Sgt. Pepper's Lonely Hearts Club Band et alors que le groupe est à son apogée, Epstein est retrouvé mort dans son lit, dans sa demeure du no 24 Chapel Street, Belgravia, alors que les Beatles sont à Bangor, au Pays de Galles, où ils sont allés à la rencontre du Maharishi Mahesh Yogi. La mort brutale de leur manager laisse les membres du groupe totalement désemparés. On découvre rapidement que le décès est dû à une surdose accidentelle de barbituriques. Les funérailles de Brian Epstein ont lieu le 30 août à la Greenbank Synagogue de Liverpool. Il est enterré au Long Jane Jewish cemetery.
La thèse du suicide concernant sa mort a été évoquée, mais est écartée pour différentes raisons. D'abord, Epstein n'avait pas une attitude spéciale les jours précédents, et surtout il venait d'assister à l'enterrement de son père quelques semaines auparavant et essayait de trouver un appartement pour sa mère, qu'il aimait énormément (la présentant comme la « plus belle femme du monde » dans son autobiographie) et à qui il n'aurait pas osé ou voulu causer de nouvelles souffrances[réf. souhaitée].
Mais sa mort sous overdose montre que Brian Epstein noyait ses complexes dans les drogues en tous genres, d'abord l'alcool quand il est exclu du service militaire, puis les amphétamines au début des Beatles, le cannabis avec la Beatlemania et le LSD qu'il prend en 1967, quelque temps avant sa mort.
Après la mort de Brian, son frère Clive Epstein reprend la direction de NEMS Enterprises, mais il ne peut gérer correctement cette entreprise pleine de confusion. Les Beatles déclarent qu'ils se débrouilleront seuls dorénavant. Le frère cadet détient néanmoins la quasi-totalité des parts de NEMS, propriétaire à 51 % de Northern Songs, le catalogue de chansons des Beatles, qui sera vendu en 1969 sans que les auteurs ne puissent rien y faire.

## Personnalité

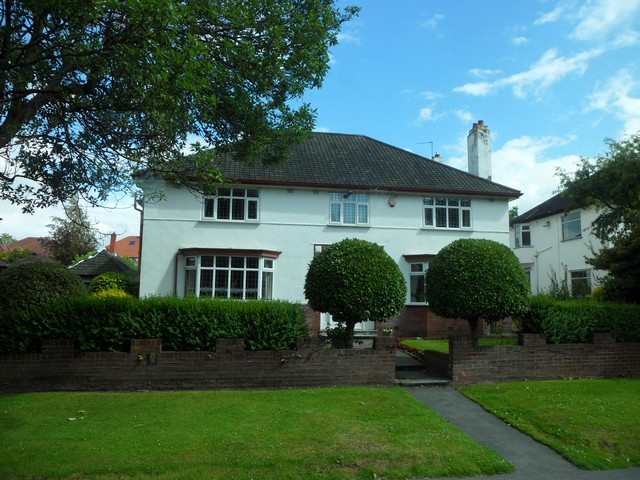
Maison familiale de Brian Epstein, où il a passé une grande partie de sa vie.

### Rapports avec John Lennon
Brian Epstein, dont l'homosexualité a été révélée sur le tard, serait tombé éperdument amoureux de John Lennon. Il aurait même mentionné celui-ci, en parlant des Beatles, comme étant le « seul qui compte ». Epstein souffre de cet amour à sens unique. Les vacances qu'il passe avec Lennon en avril 1963 en Espagne alimentent une rumeur de liaison entre eux, mais le chanteur explique que leur relation ne fut pas physique : « Elle n'a jamais été consommée, mais nous eûmes une relation intense et précieuse,. ».
L'anecdote la plus connue à ce sujet date de l'époque où Brian, travaillant à son autobiographie avec l'aide de son assistant Derek Taylor, hésite sur le titre qu'il allait lui donner. Il a en tête la formule A Cellarful of Noise (Une cave pleine de bruit, qui sera finalement retenue) et en parle aux Beatles. John lui répond alors du tac-au-tac : « Pourquoi pas plutôt A Cellarful of Boys (Une cave pleine de garçons) ? ».

## Travail de manager
Les Beatles, malgré leur talent évident, ont toujours reconnu qu'ils n'auraient certainement pas été ce qu'ils ont été sans Brian Epstein. Son décès a marqué, de fait, le début du processus de séparation du groupe, même si cela n'a pas été visible immédiatement.
L'influence du manager s'est exercée sur deux plans. À l'intérieur, il modèle la vie du groupe tout en veillant à éloigner ses membres des mirages du show business et en gérant leurs finances. Sur le plan artistique, c'est lui qui a suggéré aux Beatles le fameux « ensemble Cardin sans col » et les bottines qu'ils ont portées durant leurs premières années. Dès cette époque, ces mods semblent en avance d'une ou deux longueurs. À l'extérieur, cette image remodelée fut à l'origine du caractère fraternel et drôle attribué aux « quatre garçons dans le vent ». Sur le plan commercial, Epstein est en première ligne et contrôle toutes les signatures de contrats avec une certaine clairvoyance, bien qu'il ait fait perdre beaucoup d'argent au groupe en négociant très mal la commercialisation des produits dérivés qui reprenaient l'image « Beatles » (vêtements, perruques, horloges, stylos…). Il a mis toute son énergie dans l'organisation des concerts, si bien que le fait qu'il n'ait pas assisté au dernier de ceux-ci, donné au Candlestick Park de San Francisco, le 29 août 1966, a semblé indiquer le début de son retrait de la scène.
Près de deux ans après la mort de Brian Epstein, en janvier 1969, lors des sessions de répétition et d'enregistrement captées par les caméras de Michael Lindsay-Hogg qui serviront un demi-siècle plus tard au projet The Beatles: Get Back de Peter Jackson, les Beatles devisent encore sur le fait que, depuis sa disparition, ils ne savent plus prendre une direction claire et n'ont plus aucune discipline de vie.

## Hommages
Il reçoit le prix Ahmet Ertegun du Rock and Roll Hall of Fame en 2014.
Une statue à son effigie est dévoilée le 27 août 2022 près du lieu de la boutique NEMS et du Cavern Club à Whitechapel, exactement cinquante-cinq ans après son décès.

### En anglais
- (en) Ray Coleman, Brian Epstein : The Man Who Made the Beatles, Londres, Viking, 1989, 400 p. (ISBN 0-670-81474-1)
- (en) Brian Epstein, A Cellarful of Noise, Souvenir Press, 1964, 132 p.
- (en) Brian Epstein, A Cellarful of Noise : The Autobiography of the Man Who Made the Beatles, with a new introduction by Martin Lewis, Byron Preiss (USA), 1998, 224 p. (ISBN 978-0-671-01196-3)Cette édition, nettement plus illustrée que l’originale, existe aussi en édition anglaise, avec une préface de George Martin, chez Pocket Books, même année, nombre de pages et ISBN
- (en) Debbie Geller et Anthony Wall, Brian Epstein : The Man Who Made the Beatles, Faber & Faber, 2000, 180 p. (ISBN 978-0-571-20156-3)Réédition : (en) Debbie Geller et Anthony Wall, In My Life : The Brian Epstein Story, Martin’s Griffin, 2002, 208 pages (ISBN 978-0-312-28862-4)

### En français
- Brian Epstein (trad. de l'anglais par Johann Defer), J’ai inventé les Beatles : autobiographie, Paris, Scali, coll. « Oldies but goodies », 2008, 213 p. (ISBN 978-2-35012-253-3)Version française de A Cellarful of Noise